# Pteronemobius chapadensis
Pteronemobius chapadensis är en insektsart som först beskrevs av Bruner, L. 1916.  Pteronemobius chapadensis ingår i släktet Pteronemobius och familjen syrsor. Inga underarter finns listade i Catalogue of Life.